# Eleições parlamentares europeias de 1989 no distrito de Évora
| Eleições parlamentares europeias de 1989 Distritos: Aveiro \| Beja \| Braga \| Bragança \| Castelo Branco \| Coimbra \| Évora \| Faro \| Guarda \| Leiria \| Lisboa \| Portalegre \| Porto \| Santarém \| Setúbal \| Viana do Castelo \| Vila Real \| Viseu \| Açores \| Madeira \| Estrangeiro |

## Resultados por concelho
Os resultados nos concelhos do Distrito de Évora foram os seguintes:

### Alandroal
| Partido                 | Partido                                         | Votos | %               | +/-   |
| ----------------------- | ----------------------------------------------- | ----- | --------------- | ----- |
|                         | Coligação Democrática Unitária                  | 2 188 | 57,62 / 100,00  | 9,90  |
|                         | Partido Socialista                              | 683   | 17,99 / 100,00  | 5,76  |
|                         | Partido Social Democrata                        | 500   | 13,17 / 100,00  | 8,22  |
|                         | Centro Democrático Social                       | 99    | 2,61 / 100,00   | 1,51  |
|                         | Partido Comunista dos Trabalhadores Portugueses | 61    | 1,61 / 100,00   | 1,21  |
|                         | União Democrática Popular                       | 45    | 1,19 / 100,00   | 0,33  |
|                         | Outros (com menos de 1,00%)                     | 103   | 2,71 / 100,00   |       |
| Votos Inválidos         | Votos Inválidos                                 | 118   | 3,11 / 100,00   | 0,21  |
| Total                   | Total                                           | 3 797 | 100,00 / 100,00 |       |
| Eleitorado/Participação | Eleitorado/Participação                         | 6 619 | 57,37 / 100,00  | 17,02 |

### Arraiolos
| Partido                 | Partido                                         | Votos | %               | +/-   |
| ----------------------- | ----------------------------------------------- | ----- | --------------- | ----- |
|                         | Coligação Democrática Unitária                  | 2 471 | 53,37 / 100,00  | 7,27  |
|                         | Partido Social Democrata                        | 826   | 17,84 / 100,00  | 2,98  |
|                         | Partido Socialista                              | 606   | 13,09 / 100,00  | 1,70  |
|                         | Centro Democrático Social                       | 212   | 4,58 / 100,00   | 1,52  |
|                         | Movimento Democrático Português                 | 87    | 1,88 / 100,00   | 0,32  |
|                         | Partido Comunista dos Trabalhadores Portugueses | 54    | 1,17 / 100,00   | 0,63  |
|                         | Partido Socialista Revolucionário               | 51    | 1,10 / 100,00   | 0,37  |
|                         | União Democrática Popular                       | 47    | 1,02 / 100,00   | 0,32  |
|                         | Outros (com menos de 1,00%)                     | 86    | 1,86 / 100,00   |       |
| Votos Inválidos         | Votos Inválidos                                 | 190   | 4,10 / 100,00   | 1,83  |
| Total                   | Total                                           | 4 630 | 100,00 / 100,00 |       |
| Eleitorado/Participação | Eleitorado/Participação                         | 7 039 | 65,78 / 100,00  | 13,83 |

### Borba
| Partido                 | Partido                                         | Votos | %               | +/-   |
| ----------------------- | ----------------------------------------------- | ----- | --------------- | ----- |
|                         | Coligação Democrática Unitária                  | 1 447 | 36,78 / 100,00  | 9,49  |
|                         | Partido Socialista                              | 1 017 | 25,85 / 100,00  | 7,36  |
|                         | Partido Social Democrata                        | 709   | 18,02 / 100,00  | 6,50  |
|                         | Centro Democrático Social                       | 295   | 7,50 / 100,00   | 0,52  |
|                         | Partido Comunista dos Trabalhadores Portugueses | 67    | 1,70 / 100,00   | 1,03  |
|                         | União Democrática Popular                       | 63    | 1,60 / 100,00   | 0,37  |
|                         | Partido Socialista Revolucionário               | 54    | 1,37 / 100,00   | 0,41  |
|                         | Partido Popular Monárquico                      | 45    | 1,14 / 100,00   | 0,09  |
|                         | Outros (com menos de 1,00%)                     | 79    | 2,01 / 100,00   |       |
| Votos Inválidos         | Votos Inválidos                                 | 158   | 4,02 / 100,00   | 0,08  |
| Total                   | Total                                           | 3 934 | 100,00 / 100,00 |       |
| Eleitorado/Participação | Eleitorado/Participação                         | 7 236 | 54,37 / 100,00  | 21,51 |

### Estremoz
| Partido                 | Partido                                         | Votos  | %               | +/-   |
| ----------------------- | ----------------------------------------------- | ------ | --------------- | ----- |
|                         | Coligação Democrática Unitária                  | 2 414  | 29,71 / 100,00  | 7,08  |
|                         | Partido Social Democrata                        | 2 311  | 28,45 / 100,00  | 4,31  |
|                         | Partido Socialista                              | 1 683  | 20,72 / 100,00  | 5,56  |
|                         | Centro Democrático Social                       | 723    | 8,90 / 100,00   | 1,25  |
|                         | Partido Comunista dos Trabalhadores Portugueses | 116    | 1,43 / 100,00   | 0,87  |
|                         | Partido Popular Monárquico                      | 105    | 1,29 / 100,00   | 0,05  |
|                         | Movimento Democrático Português                 | 103    | 1,27 / 100,00   | 0,33  |
|                         | União Democrática Popular                       | 102    | 1,26 / 100,00   | 0,09  |
|                         | Partido Socialista Revolucionário               | 88     | 1,08 / 100,00   | 0,17  |
|                         | Outros (com menos de 1,00%)                     | 94     | 1,16 / 100,00   |       |
| Votos Inválidos         | Votos Inválidos                                 | 385    | 4,74 / 100,00   | 1,48  |
| Total                   | Total                                           | 8 124  | 100,00 / 100,00 |       |
| Eleitorado/Participação | Eleitorado/Participação                         | 14 713 | 55,22 / 100,00  | 20,17 |

### Évora
| Partido                 | Partido                                         | Votos  | %               | +/-   |
| ----------------------- | ----------------------------------------------- | ------ | --------------- | ----- |
|                         | Coligação Democrática Unitária                  | 7 754  | 33,92 / 100,00  | 6,36  |
|                         | Partido Socialista                              | 5 294  | 23,16 / 100,00  | 5,94  |
|                         | Partido Social Democrata                        | 4 939  | 21,61 / 100,00  | 5,94  |
|                         | Centro Democrático Social                       | 2 113  | 9,24 / 100,00   | 0,15  |
|                         | Movimento Democrático Português                 | 484    | 2,12 / 100,00   | 1,19  |
|                         | Partido Popular Monárquico                      | 476    | 2,08 / 100,00   | 0,62  |
|                         | Partido Comunista dos Trabalhadores Portugueses | 278    | 1,22 / 100,00   | 0,77  |
|                         | União Democrática Popular                       | 250    | 1,09 / 100,00   | 0,08  |
|                         | Outros (com menos de 1,00%)                     | 460    | 2,00 / 100,00   |       |
| Votos Inválidos         | Votos Inválidos                                 | 810    | 3,54 / 100,00   | 1,21  |
| Total                   | Total                                           | 22 858 | 100,00 / 100,00 |       |
| Eleitorado/Participação | Eleitorado/Participação                         | 43 238 | 52,87 / 100,00  | 20,63 |

### Montemor-o-Novo
| Partido                 | Partido                                         | Votos  | %               | +/-   |
| ----------------------- | ----------------------------------------------- | ------ | --------------- | ----- |
|                         | Coligação Democrática Unitária                  | 6 387  | 57,22 / 100,00  | 8,64  |
|                         | Partido Socialista                              | 1 813  | 16,24 / 100,00  | 2,51  |
|                         | Partido Social Democrata                        | 1 729  | 15,49 / 100,00  | 3,75  |
|                         | Centro Democrático Social                       | 466    | 4,17 / 100,00   | 0,93  |
|                         | Partido Comunista dos Trabalhadores Portugueses | 141    | 1,26 / 100,00   | 0,82  |
|                         | Outros (com menos de 1,00%)                     | 383    | 3,42 / 100,00   |       |
| Votos Inválidos         | Votos Inválidos                                 | 244    | 2,19 / 100,00   | 0,04  |
| Total                   | Total                                           | 11 163 | 100,00 / 100,00 |       |
| Eleitorado/Participação | Eleitorado/Participação                         | 16 496 | 67,67 / 100,00  | 14,07 |

### Mora
| Partido                 | Partido                                         | Votos | %               | +/-   |
| ----------------------- | ----------------------------------------------- | ----- | --------------- | ----- |
|                         | Coligação Democrática Unitária                  | 1 867 | 51,59 / 100,00  | 7,88  |
|                         | Partido Social Democrata                        | 796   | 22,00 / 100,00  | 2,85  |
|                         | Partido Socialista                              | 461   | 12,74 / 100,00  | 1,80  |
|                         | Centro Democrático Social                       | 189   | 5,22 / 100,00   | 1,66  |
|                         | Partido Comunista dos Trabalhadores Portugueses | 55    | 1,52 / 100,00   | 1,05  |
|                         | Outros (com menos de 1,00%)                     | 130   | 3,59 / 100,00   |       |
| Votos Inválidos         | Votos Inválidos                                 | 121   | 3,34 / 100,00   | 0,88  |
| Total                   | Total                                           | 3 619 | 100,00 / 100,00 |       |
| Eleitorado/Participação | Eleitorado/Participação                         | 5 912 | 61,21 / 100,00  | 19,35 |

### Mourão
| Partido                 | Partido                                         | Votos | %               | +/-   |
| ----------------------- | ----------------------------------------------- | ----- | --------------- | ----- |
|                         | Partido Socialista                              | 369   | 30,15 / 100,00  | 11,75 |
|                         | Coligação Democrática Unitária                  | 304   | 24,84 / 100,00  | 5,30  |
|                         | Partido Social Democrata                        | 290   | 23,69 / 100,00  | 10,37 |
|                         | Centro Democrático Social                       | 123   | 10,05 / 100,00  | 2,19  |
|                         | Partido Comunista dos Trabalhadores Portugueses | 24    | 1,96 / 100,00   | 1,69  |
|                         | Partido Socialista Revolucionário               | 15    | 1,23 / 100,00   | 0,03  |
|                         | Outros (com menos de 1,00%)                     | 39    | 3,19 / 100,00   |       |
| Votos Inválidos         | Votos Inválidos                                 | 60    | 4,90 / 100,00   | 1,08  |
| Total                   | Total                                           | 1 224 | 100,00 / 100,00 |       |
| Eleitorado/Participação | Eleitorado/Participação                         | 2 740 | 44,67 / 100,00  | 22,19 |

### Portel
| Partido                 | Partido                                         | Votos | %               | +/-   |
| ----------------------- | ----------------------------------------------- | ----- | --------------- | ----- |
|                         | Coligação Democrática Unitária                  | 1 986 | 53,73 / 100,00  | 6,61  |
|                         | Partido Socialista                              | 738   | 19,97 / 100,00  | 4,39  |
|                         | Partido Social Democrata                        | 552   | 14,94 / 100,00  | 5,09  |
|                         | Centro Democrático Social                       | 88    | 2,38 / 100,00   | 1,27  |
|                         | Partido Comunista dos Trabalhadores Portugueses | 59    | 1,60 / 100,00   | 1,12  |
|                         | Outros (com menos de 1,00%)                     | 153   | 4,14 / 100,00   |       |
| Votos Inválidos         | Votos Inválidos                                 | 120   | 3,25 / 100,00   | 0,15  |
| Total                   | Total                                           | 3 696 | 100,00 / 100,00 |       |
| Eleitorado/Participação | Eleitorado/Participação                         | 6 557 | 56,37 / 100,00  | 16,10 |

### Redondo
| Partido                 | Partido                                         | Votos | %               | +/-   |
| ----------------------- | ----------------------------------------------- | ----- | --------------- | ----- |
|                         | Coligação Democrática Unitária                  | 1 494 | 44,29 / 100,00  | 8,13  |
|                         | Partido Socialista                              | 677   | 20,07 / 100,00  | 5,25  |
|                         | Partido Social Democrata                        | 620   | 18,38 / 100,00  | 3,88  |
|                         | Centro Democrático Social                       | 212   | 6,29 / 100,00   | 0,15  |
|                         | Partido Popular Monárquico                      | 59    | 1,75 / 100,00   | 0,45  |
|                         | União Democrática Popular                       | 56    | 1,66 / 100,00   | 0,29  |
|                         | Partido Comunista dos Trabalhadores Portugueses | 51    | 1,51 / 100,00   | 0,85  |
|                         | Partido Socialista Revolucionário               | 42    | 1,25 / 100,00   | 0,07  |
|                         | Movimento Democrático Português                 | 35    | 1,04 / 100,00   | 0,40  |
|                         | Outros (com menos de 1,00%)                     | 39    | 1,16 / 100,00   |       |
| Votos Inválidos         | Votos Inválidos                                 | 88    | 2,61 / 100,00   | 0,15  |
| Total                   | Total                                           | 3 373 | 100,00 / 100,00 |       |
| Eleitorado/Participação | Eleitorado/Participação                         | 6 850 | 49,24 / 100,00  | 20,48 |

### Reguengos de Monsaraz
| Partido                 | Partido                                         | Votos | %               | +/-   |
| ----------------------- | ----------------------------------------------- | ----- | --------------- | ----- |
|                         | Partido Socialista                              | 1 453 | 32,30 / 100,00  | 6,22  |
|                         | Coligação Democrática Unitária                  | 1 371 | 30,47 / 100,00  | 4,89  |
|                         | Partido Social Democrata                        | 934   | 20,76 / 100,00  | 2,72  |
|                         | Centro Democrático Social                       | 266   | 5,91 / 100,00   | 1,16  |
|                         | Partido Comunista dos Trabalhadores Portugueses | 113   | 2,51 / 100,00   | 1,86  |
|                         | Partido Socialista Revolucionário               | 55    | 1,22 / 100,00   | 0,23  |
|                         | Partido Popular Monárquico                      | 48    | 1,07 / 100,00   | 0,16  |
|                         | Outros (com menos de 1,00%)                     | 101   | 2,25 / 100,00   |       |
| Votos Inválidos         | Votos Inválidos                                 | 158   | 3,51 / 100,00   | 0,62  |
| Total                   | Total                                           | 4 499 | 100,00 / 100,00 |       |
| Eleitorado/Participação | Eleitorado/Participação                         | 9 472 | 47,50 / 100,00  | 22,90 |

### Vendas Novas
| Partido                 | Partido                        | Votos | %               | +/-   |
| ----------------------- | ------------------------------ | ----- | --------------- | ----- |
|                         | Coligação Democrática Unitária | 2 336 | 42,29 / 100,00  | 6,96  |
|                         | Partido Social Democrata       | 1 203 | 21,78 / 100,00  | 4,29  |
|                         | Partido Socialista             | 1 048 | 18,97 / 100,00  | 3,54  |
|                         | Centro Democrático Social      | 417   | 7,55 / 100,00   | 1,16  |
|                         | Partido Popular Monárquico     | 75    | 1,36 / 100,00   | 0,25  |
|                         | Outros (com menos de 1,00%)    | 238   | 4,30 / 100,00   |       |
| Votos Inválidos         | Votos Inválidos                | 207   | 3,75 / 100,00   | 1,09  |
| Total                   | Total                          | 5 524 | 100,00 / 100,00 |       |
| Eleitorado/Participação | Eleitorado/Participação        | 9 261 | 59,65 / 100,00  | 18,51 |

### Viana do Alentejo
| Partido                 | Partido                                         | Votos | %               | +/-   |
| ----------------------- | ----------------------------------------------- | ----- | --------------- | ----- |
|                         | Coligação Democrática Unitária                  | 1 522 | 50,40 / 100,00  | 7,64  |
|                         | Partido Socialista                              | 529   | 17,52 / 100,00  | 1,42  |
|                         | Partido Social Democrata                        | 480   | 15,89 / 100,00  | 4,16  |
|                         | Centro Democrático Social                       | 134   | 4,44 / 100,00   | 0,46  |
|                         | Partido Comunista dos Trabalhadores Portugueses | 56    | 1,85 / 100,00   | 0,93  |
|                         | Partido Socialista Revolucionário               | 41    | 1,36 / 100,00   | 0,37  |
|                         | Movimento Democrático Português                 | 36    | 1,19 / 100,00   | 0,12  |
|                         | Outros (com menos de 1,00%)                     | 79    | 2,61 / 100,00   |       |
| Votos Inválidos         | Votos Inválidos                                 | 143   | 4,74 / 100,00   | 0,29  |
| Total                   | Total                                           | 3 020 | 100,00 / 100,00 |       |
| Eleitorado/Participação | Eleitorado/Participação                         | 5 079 | 59,46 / 100,00  | 16,67 |

### Vila Viçosa
| Partido                 | Partido                                         | Votos | %               | +/-   |
| ----------------------- | ----------------------------------------------- | ----- | --------------- | ----- |
|                         | Coligação Democrática Unitária                  | 1 424 | 36,12 / 100,00  | 6,97  |
|                         | Partido Social Democrata                        | 982   | 24,91 / 100,00  | 5,95  |
|                         | Partido Socialista                              | 846   | 21,46 / 100,00  | 4,78  |
|                         | Centro Democrático Social                       | 244   | 6,19 / 100,00   | 0,60  |
|                         | Partido Popular Monárquico                      | 55    | 1,40 / 100,00   | 0,22  |
|                         | Partido Comunista dos Trabalhadores Portugueses | 46    | 1,17 / 100,00   | 0,39  |
|                         | Outros (com menos de 1,00%)                     | 150   | 3,80 / 100,00   |       |
| Votos Inválidos         | Votos Inválidos                                 | 195   | 4,95 / 100,00   | 1,83  |
| Total                   | Total                                           | 3 942 | 100,00 / 100,00 |       |
| Eleitorado/Participação | Eleitorado/Participação                         | 7 298 | 54,01 / 100,00  | 22,81 |